# Siomakî, Stara Vîjivka
Siomakî (în ucraineană Сьомаки, poloneză Siomaki) este un sat în comuna Rudnea din raionul Stara Vîjivka, regiunea Volînia, Ucraina.

## Demografie
Componența lingvistică a localității Siomakî
     Ucraineană (98,86%)
     Rusă (1,14%)
Conform recensământului din 2001, majoritatea populației localității Siomakî era vorbitoare de ucraineană (98,86%), existând în minoritate și vorbitori de rusă (1,14%).